# 쿠스코친칠라쥐속
쿠스코친칠라쥐속(Cuscomys)은 친칠라쥐과에 속하는 설치류 속의 하나이다. 페루 남부의 안데스 쿠스코 지역에서 발견된다. 비교적 큰 친칠라쥐류로 진한 회색을 띠며, 머리 위부터 코까지 이어지는 흰 줄무늬가 특징이다. 쿠스코친칠라쥐속은 1999년 아샤닝카친칠라쥐(C. ashaninka)가 과학적으로 처음 기술되면서 생성되었지만, 나중에 그동안 전통적으로 친칠라쥐속(Abrocoma)으로 취급했던 마추픽추친칠라쥐(C. oblativus)가 실제로는 쿠스코친칠라속(Cuscomys)에 속한다는 사실을 발견했다. 쿠스코친칠라쥐속 종들은 아샤닝카친칠라쥐만이 정기준표본이 알려져 있을 정도로 극히 일부만 알려져 있는 반면에, 마추픽추친칠라쥐는 멸종된 것으로 간주되곤 하며, 1912년에만 발견되었으며 마추 픽추 유적지의 고대 잉카 무덤에 사람들과 함께 매장된 상태로 발견되었다.

## 하위 종
- 아샤닝카친칠라쥐 또는 쿠스코친칠라쥐 (Cuscomys ashaninka)
- 마추픽추친칠라쥐 (Cuscomys oblativus)